# Sidney Holland
Sidney George Holland (Canterbury, 18 ottobre 1893 – Wellington, 5 agosto 1961) è stato un politico neozelandese, primo ministro della Nuova Zelanda dal 1949 al 1957.

## Biografia
Figlio di Henry Holland, proprietario di una azienda agricola e sindaco di Christchurch tra il 1912 e il 1919. In gioventù conquistò una certa fama come giocatore di hockey a livello locale, e ricoprì anche incarichi dirigenziali all'interno della società. Prese parte alla prima guerra mondiale combattendo nella battaglia di Messines. Durante il conflitto rimase in ospedale per sei mesi a causa delle ferite riportate e perse l'uso di un polmone.
Dopo la guerra lavorò come segretario per il proprio padre quando questi fu eletto in parlamento e ne prese il posto al momento del suo ritiro nel 1935. Nel 1940 divenne il leader dell'opposizione e nel 1949 raggiunse l'apice della carriera ottenendo l'incarico di Primo Ministro.
Dopo le elezioni del 1957 si ritirò dalla scena politica per motivi di salute, morendo due anni dopo. Il figlio Eric Holland portò avanti la tradizione di famiglia venendo eletto al parlamento nel 1967 e ricoprendo anche incarichi ministeriali.